# Settime
Settime ist eine Gemeinde in der italienischen Provinz Asti (AT), Region Piemont.

## Lage und Einwohner
Settime liegt 12 km nordwestlich der Provinzhauptstadt Asti entfernt. Das Gemeindegebiet umfasst eine Fläche von sechs km² und hat 544 Einwohner (Stand 31. Dezember 2023). Die Gemeinde ist ein Teil der Comunità Collinare Val Rilate. Die Nachbargemeinden sind Asti, Chiusano d’Asti und Cinaglio.

## Geschichte
Settime hatte bis zur Stilllegung 2012 einen Bahnhof auf der Bahnstrecke Chivasso–Asti.

## Kulinarische Spezialitäten
Bei Roatto werden Reben der Sorte Barbera für den Barbera d’Asti, einen Rotwein mit DOCG Status, sowie für den Barbera del Monferrato angebaut.